# Lygocoris pabulinus
Espèce
Lygocoris pabulinus, la punaise verte des pousses, est une espèce d'insectes de l'ordre des hémiptères, de la famille des Miridae (capsides).
C'est un insecte ravageur qui attaque le feuillage de nombreuses espèces végétales, dont les arbres fruitiers et diverses plantes maraîchères : pomme de terre, tomate, haricot, des plantes ornementales : dahlias, chrysanthèmes, rosiers, ainsi que la luzerne et le houblon.
Cet insecte qui connait deux générations par an, hiverne sous forme d'œufs sur les arbres fruitiers. Les jeunes punaises migrent ensuite sur des plantes herbacées.
La punaise verte des pousses se nourrit en piquant les feuilles et en suçant le contenu des cellules après avoir injecté une salive qui dissout les parois cellulaires. Les feuilles atteintes sont d'abord criblées de piqures puis le limbe se déchire et se recourbe.